# Folke Jansson
Folke Georg Jansson (Jönköping, 23 aprile 1897 – Göteborg, 18 luglio 1975) è stato un triplista svedese.

## Biografia
Tra il 1917 e il 1924 Jansson fu sette volte campione svedese del salto triplo. Nel 1918 fece registrare il nuovo record nazionale in questa specialità, che migliorò ulteriormente nel 1920: la misura era di 15,09 m e rimase imbattuto fino al 1931.
Nel 1920 prese parte ai Giochi olimpici di Anversa, dove conquistò la medaglia d'argento alle spalle del finlandese Vilho Tuulos e prima del connazionale Erik Almlöf e nel 1921 vinse la medaglia d'oro agli AAA Championships, competizione che all'epoca era considerata alla stregua degli attuali campionati europei di atletica leggera.
Nel 1924 tornò a gareggiare alle Olimpiadi: ai Giochi di Parigi arrivò quinto nel salto triplo con la misura di 14,970 m.

## Record nazionali
- Salto triplo: 15,09 m (1920)

## Palmarès
| Anno | Manifestazione  | Sede    | Evento       | Risultato | Prestazione | Note |
| ---- | --------------- | ------- | ------------ | --------- | ----------- | ---- |
| 1920 | Giochi olimpici | Anversa | Salto triplo | Argento   | 14,480 m    |      |
| 1924 | Giochi olimpici | Parigi  | Salto triplo | 5º        | 14,970 m    |      |

## Campionati nazionali
- 7 volte campione svedese del salto triplo (1917 e dal 1919 al 1924)
- 1 volta campione inglese del salto triplo (1921)